# U.S. Route 98
U.S. Route 98 (ou U.S. Highway 98) é uma autoestrada dos Estados Unidos.
Faz a ligação do Oeste para o Este. A U.S. Route 98 foi construída em 1933 e tem 964 milhas (1 551 km).

## Principais ligações
Interstate 55 em Summit

 Interstate 65 em Mobile

 Interstate 75 perto de Gainesville